# Wassim Naouara
Wassim Naouara ou Wassim Nawara (arabe : وسيم نوارة), né le 26 janvier 1986, est un footballeur tunisien évoluant au poste de gardien de but avec le Club sportif de Korba.

## Biographie
Il joue son premier match avec l'Espérance sportive de Tunis le 12 septembre 2009 contre le Club sportif sfaxien.
Naouara honore sa première sélection en équipe nationale le 10 octobre 2010 contre le Togo.

## Palmarès
- Ligue des champions de la CAF
  - Vainqueur : 2011
- Coupe nord-africaine des vainqueurs de coupe :
  - Vainqueur : 2008
- Championnat de Tunisie :
  - Vainqueur : 2009, 2010, 2011, 2012, 2014
- Coupe de Tunisie :
  - Vainqueur : 2008, 2011